# Der Meistergauner
Der Meistergauner (Originaltitel: Il mattatore) ist eine italienische Filmkomödie, die im 1960 unter der Regie von Dino Risi entstand. Das Drehbuch verfassten Ruggero Maccari, Ettore Scola und Sandro Continenza, nach einer Erzählung von Age & Scarpelli und Sergio Pugliese. Die Titelfigur in dieser Commedia all’italiana spielt Vittorio Gassman, der innerhalb der Erzählung zahlreiche Rollen annimmt.

## Handlung
An der Tür von Gerardo und seiner Frau Annalisa läutet ein Unbekannter, der sie mit dem Verkauf einer Silberstatue übers Ohr hauen will. Gerardo lässt ihn auffliegen; er kennt die Kniffe von Betrügern und Trickdieben und erzählt dem Mann seine Lebensgeschichte: Einst fristete er ein ärmliches Dasein als Bühnenkomiker, der vom Publikum ausgepfiffen wurde. Seine Verlobte Annalisa, Revuetänzerin im selben Lokal, war über die Lebensumstände verärgert. Gerardo ließ sich von Gaunern als Imitator bei einem Coup anheuern, wurde reingelegt und landete im Knast. Dort erhielt er bald den Spitznamen „Der Künstler“, weil sich die Mithäftlinge an seinen Schauspieleinlagen ergötzten. Die pathetischen Darbietungen waren zwar von dürftiger Qualität, doch sein Publikum konnte „nicht weglaufen“. Nach vier Monaten entlassen, wird er als Betrüger aktiv und schlüpft dabei mittels Verkleidung und Verstellung in unterschiedlichste Rollen.
Zunächst führt Gerardo mit Chinotto, einem Kumpan aus dem Gefängnis, kleinere Diebstähle durch, etwa von Schuhen oder Weihnachtskollekten. Nach der Perfektionierung seiner Methoden wendet er sich Juwelieren als bevorzugten Opfern zu. Einen gestohlenen Ring schenkt der Filou Annalisa, die ihn zur Heirat und Familiengründung drängt, aber eine Fortsetzung seiner kriminellen Karriere nicht zu dulden bereit ist. Gerardo bleibt sehr darauf bedacht, sich von ihr seine Freiheit nicht nehmen zu lassen. Mit einer Demonstration destruktiver Tollpatschigkeit hintertreibt er sich Annalisas Versuch, ihm eine ehrliche Arbeitsstelle zu vermitteln. Sie verlässt ihn und geht eine Beziehung mit einem Buchhalter ein. Gerardo kauft sich ein Auto und verlegt den Schwerpunkt ihrer Tätigkeit nach Mailand. Dort trifft er auf Cortina, einen der Gauner, wegen dessen er saß. Cortina führt heute mit seiner Tochter Elena Betrügereien durch. Gerardo bringt ihn nicht nur um die Beute, er wirbt ihm auch Elena als Mitarbeiterin ab, die auch seine Bettgefährtin wird. Die Zusammenarbeit mit Chinotto beendet er. Das neue Gespann ergaunert Pelze im Wert von 6 Millionen Lire. Danach bringt es einen Juwelier dazu, ein noch unbezahltes, kostbares Halsband zu einer kirchlichen Heirat zu bringen und beim Pfarrer zu deponieren. Freilich sind der Pfarrer, die Trauzeugen und das Brautpaar, als das Gerardo und Elena fungieren, gestellt.
Gerardos Herz hängt immer noch an Annalisa, die er mit einem teuren Pelz zurückzuerobern hofft. Weil der Buchhalter für sie doch nicht das Wahre ist, nimmt sie das Geschenk an. Inzwischen führen Gerardo und Elena einen Coup aus, bei dem sie vom Pastahersteller Rebuschini 5 Millionen und Schmuck entgegennehmen für das Versprechen eines Großauftrags von der Armee. Gerardo spielt abwechselnd den General Mesci und einen Telefontechniker vor. Seine Erfindungsgabe geht so weit, einigen Paparazzi den Aufenthalt Greta Garbos, die er selbst spielt, an einem Strand vorzugaukeln und für den Tipp abzukassieren, doch die eifersüchtige Annalisa vermasselt seinen Auftritt. Elena wendet sich von ihm ab, dafür ist Annalisa bereit, als seine Komplizin zu arbeiten. Sie arrangiert mit Chinottos Hilfe einen weiteren angeblichen Trickdiebstahl, bei dem ein Juwelier dazu gebracht werden soll, ein Collier beim Pfarrer zu hinterlegen. Nur dass diesmal der Pfarrer und die Trauung echt sind und Gerardo der Reingelegte: Jetzt ist er mir Annalisa verheiratet. Damit beendet Gerardo die Erzählung seiner kriminellen Karriere. Der angebliche Trickbetrüger gibt sich nun als Polizeikommissar zu erkennen, nimmt ihn fest und führt ihn ab. Kaum haben sie das Haus verlassen, stellt sich der Kommissar als ein Komplize Gerardos heraus, der sich so eine Auszeit im Eheleben verschafft. Sie brechen nach London auf, wo sie sich mit einer Trick der Kronjuwelen bemächtigen.

## Ein Markstein der italienischen Filmkomödie
Der Meisterdieb war die erste Zusammenarbeit von Dino Risi und Vittorio Gassman, die zusammen 15 Filme drehten. Gassman hatte sich bereits in den Jahren davor im Fernsehen einen Namen als Fachmann für Verwandlungen gemacht. Im Meisterdieb führt er seine komischen Fertigkeiten faktisch in einer Ein-Mann-Schau vor. Die Grundrolle als Gerardo nicht mitgezählt, nimmt er 16 Identitäten an. Sein Gerardo setzt je nach Identität, die er bei einem Betrug konstruiert, einen anderen italienischen Dialekt ein. Das betont Gerardos Virtuosität und macht einmal mehr klar, dass die Figur ein Schauspieler ist. In der Szene, in der er im Gefängnis aus Shakespeares Drama Julius Cäsar rezitiert, parodiert er seine eigene Arbeit als ernsthafter Bühnenschauspieler. Risi fing im Meisterdieb die subtile Ironie im Verhalten melodramatischer Figuren ein. Mit dieser Figurenzeichnung und der episodischen Dramaturgie schuf er einen Stil, der für die Commedia all’italiana der kommenden Jahre wegweisend war. Die von ihm ausprobierte Formel fand in vielen erfolgreichen Komödien Anwendung, und er selbst perfektionierte sie weiter unter anderem in seinen Filmen Verliebt in scharfe Kurven (1962) und I mostri (1963).
Die Produktion spielte 571 Millionen Lire ein. Die zeitgenössische italienische Kritik schätzte, dass der Film statt der verbreiteten grotesken Komik einen gehobeneren, subtileren Humor aufwies, und bewunderte Gassmans Wandlungsfähigkeit. Der film-dienst stellte 1962 fest, dass der Film auf die „Grandezza der Gaunerei“ eine bedenklich sympathisierende Sichtweise einnehme. Das sei jedoch nicht ernstzunehmen: „Es ist eine zur Belustigung erfundene, mit italienischer Schwerelosigkeit und ohne psychologische Abgründe gespielte Geschichte.“ Vittorio Gassman beweise seine schauspielerische Vielseitigkeit. 1978 besprach Positif den Meisterdieb als „Wiederentdeckung“, bei der es sich weniger um eine Satire als vielmehr eine Posse handle. Die Erzählstruktur sei einfach und zugleich kraftvoll, und Gassman spiele mit verblüffender Leichtigkeit. Jean Tulard (2005) bezeichnete die Komödie als amüsant und hob die Anzahl von Gassmans Verwandlungen hervor.